# Провішування
Провішування (рос. провешивание (мечение), англ. staking, ranging, нім. Ausfluchten n (Markieren n)) — у геодезії, маркшейдерії — встановлення вішок на прямій між відміченими точками на місцевості, а також на продовженні цієї прямої. П. може бути візуальним або інструментальним (за допомогою теодоліта тощо).